# Velesmes-Échevanne
Velesmes-Échevanne – miejscowość i gmina we Francji, w regionie Burgundia-Franche-Comté, w departamencie Górna Saona.
Według danych na rok 1990 gminę zamieszkiwało 450 osób, a gęstość zaludnienia wynosiła 20 osób/km² (wśród 1786 gmin Franche-Comté Velesmes-Échevanne plasuje się na 345. miejscu pod względem liczby ludności, natomiast pod względem powierzchni na miejscu 85.).